# La Chomette
La Chomette är en kommun i departementet Haute-Loire i regionen Auvergne-Rhône-Alpes i centrala Frankrike. Kommunen ligger i kantonen Paulhaguet som tillhör arrondissementet Brioude. År 2022 hade La Chomette 147 invånare.

## Befolkningsutveckling
Antalet invånare i kommunen La Chomette
| Referens: INSEE |